# Weisslacker
Le Weisslacker (allemand pour « blanchi » en raison de la couleur de la croûte), appelé aussi bierkäse (fromage à bière), est un type de fromage de lait de vache originaire de l'arrondissement d'Oberallgäu en Allemagne, maintenant connu dans le monde entier. Également produit aux États-Unis, principalement dans le Wisconsin, c'est un fromage piquant et salé à la surface affinée.
Il mûrit pendant sept mois dans un environnement humide et se rapproche au fromage de limbourg, dont il partage la même odeur puissante, mais se distingue par la douceur de son goût. Ses amateurs le consomment avec de la bière (parfois même trempé dedans), d'où le nom. Beaucoup le trouvent trop fort pour être servi avec du vin. Il est également servi sur de petites tranches de seigle ou de pumpernickel, souvent avec quelques tranches d'oignon. C'est un fromage habituel dans les pubs et les restaurants en République tchèque. Il accompagne de nombreux pains, soupes et sauces.
Depuis 2015, le Weißlacker et l'Allgäuer Weißlacker sont protégés par une AOP.